# Ingrid Bugge
Ingrid Bugge (født 8. maj 1968 i København, død november 2020[kilde mangler]) var dansk visuel kunstner.
Som visuel kunstner skabte hun  flere store kunstprojekter og udsmykningsopgaver for bl.a. Det Kongelige Teater, Københavns Universitet og Poul Johansen Maskiner. Hun "malede" med sit kamera og var inspireret af renæssancekunstens arbejde med lys og mørke. Med Adobe Photoshop bearbejdede hun de motiver og teksturer, hun indfangede med sit kamera og skabte fortællinger i collager. 
I udsmykningsopgaver var hendes primære fokus at indfange essensen af institutionen/virksomheden og synliggøre den visuelt i en poetisk fremstilling. Hendes arbejdsproces var baseret på en grundresearch, hvor hun samlede fotografisk materiale – både med sit eget kamera og fra videnskabelige databaser. På baggrund af sparring med fagfolk skabte hun sine fotocollager.